# Viusan
Viosan o Viusan (en francès Viozan) és una comuna francesa en el Cantó de Mirande del departament del Gers de la regió d'Occitània.

## Demografia
| 1962                                       | 1968 | 1975 | 1982 | 1990 | 1999 | 2006 |
| ------------------------------------------ | ---- | ---- | ---- | ---- | ---- | ---- |
| 128                                        | 131  | 130  | 134  | 118  | 114  | 121  |
| Des de 1962: població sense dobles comptes |      |      |      |      |      |      |

## Administració
| Període   | Identitat            | Partit |
| --------- | -------------------- | ------ |
| 2001-2008 | Henri Duprat         |        |
| 2008-     | Jean-François Abadie |        |